# (10734) Wieck
(10734) Wieck – planetoida z grupy pasa głównego asteroid okrążająca Słońce w ciągu 5 lat 91 dni w średniej odległości 3,02 j.a. Została odkryta w lutym 1988 roku. Przed nadaniem nazwy planetoida nosiła oznaczenie tymczasowe (10734) 1988 CT4.